# Famille Sennyey
La famille Sennyey de Kissennye (en hongrois : kissennyei Sennyey család) est une ancienne famille aristocratique hongroise.

## Origines
Elle est originaire du comté de Vas et remonte à Gersz, vivant au XVe siècle. Une branche de la famille reçoit le titre de baron en 1606 et une autre celui de comte en 1767 (branche éteinte). Les barons Béla et Géza Sennyey reçoivent le titre de comte lors du sacre de Charles IV de Hongrie en 1916. Leurs descendants vivent toujours.

## Membres notables
- Ferenc Sennyey (hu) (XVIe siècle). Il fut notamment capitaine des villes de Sárvár, Kapuvár et Léka à l'époque du palatin Tamás Nádasdy.
- baron (1er) Pongrác Sennyey (hu), maître de la Cour de Sigismond Ier Báthory (1593) puis conseiller du prince (1595), il prend le parti des Habsbourg en 1601 et est emprisonné au château de Görgény. Il devient après sa libération conseiller du roi Rudolf. Il est durant la révolution transylvaine de Bocskai (1605) l'un des fers de lance de l'empereur qui le gratifie du titre de baron en 1606. Il est poursuivi par Gabriel Ier Báthory mais réussit à fuir la Transylvanie.
- István I Sennyey (hu) (1580-1635), évêque de Veszprém puis de Győr, chancelier.
- baron István II Sennyey (hu) (1627-1686), évêque de Veszprém. Neveu du précédent.
- Ferenc III Sennyey (†1675), capitaine de Kálló. Frère du précédent.
- baron László I Sennyey (hu) (1631-1703), professeur et jésuite hongrois.
- baron István Sennyey (hu) (†1725), général et sénateur kuruc, grand-chancelier de la Confédération (Assemblée de Szécsény (hu)).
- comte (1er) Imre Sennyey (hu) (†1774),  chambellan KuK, colonel de hussards (Pálffy) et général de cavalerie à partir de 1771. En reconnaissance de ses mérites, il est titré comte par Marie-Thérèse en 1767. Petit-fils du précédent.
- baron Károly Sennyey (†1841), chambellan KuK.
- baron Pál Sennyey (hu) (1824-1888), président de la chambre des magnats.

## Liens, sources
- Révai nagy lexikona (vol. XVI, Racine-Sodoma)
- Iván Nagy: Magyarország családai (Vol X: S-Sz), Pest, 1857-1868